# 根岸興行部
根岸興行部（ねぎしこうぎょうぶ）は、日本の興行会社である。浅草公園六区に初めての劇場「常磐座」を建てたことで知られ、同劇場は浅草オペラの本拠地となり、また活動写真館としても隆盛を極めた。

## 略歴・概要

### オペラ・軽演劇・活動写真、そして安来節
江戸時代の常陸国筑波郡小田村（現在の茨城県つくば市小田）出身の根岸浜吉が、明治年間に設立した。東京市中に流行した「道化踊」のための小屋として、1887年（明治20年）10月1日に浅草公園六区に「常磐座」（のちの「常盤座」および「トキワ座」）を建てたのが始まりである。浜吉の出身地である「常磐」がそのネーミング由来である。その後、浜吉は、歌舞伎・新派劇などの演劇から、「活動写真」（連鎖劇など）にも進出し浅草随一の興行師にのし上がった。
1907年（明治40年）4月に上野で開かれた「東京勧業博覧会」の目玉だった観覧車を常磐座のとなりに移設、人気を呼んだ。その後取り壊して、1911年（明治44年）10月1日、「金龍館」を建てた。
1912年（明治45年）の浜吉の没後、大正初期の経営は、女婿の小泉丑治が継ぎ、根岸吉之助と共に法人組織「根岸興行部」を作った。当時の常盤座は「福宝堂」の作品を掛ける小屋であったが、同年10月、福宝堂を含む4社合併で日活が設立され、作品の供給が滞った。元福宝堂営業部長で日活営業部の小林喜三郎に苦情を言ったところ、同年12月、小林は日活を退社し「常盤商会」を即座に設立、急造の撮影所まで建てて、1週間に4-5本というハイペースで映画を量産、「常盤座」に作品を供給した。日活は小林に中止を要請、翌年早々には小林が日活に復帰するという事件があった。当時の「常盤座」はそれほど重要な小屋であった。
1913年（大正2年）、そのならびに洋画の封切館「東京倶楽部」を開業した。1916年（大正5年）5月1日には軽演劇の常磐座、オペラの金龍館、映画の東京倶楽部の3館共通入場券（2階20銭、1階10銭）を導入した。当時の小泉は異常に羽振りがよく、浅草での根岸興行部の経営以外にも、大東鉱業、常盤興業の各取締役、共正銀行（のちの東京国債銀行、1928年免許取消）、多摩川砂利木材鉄道（のちに西武鉄道が買収）の各監査役、天草鉱業の代表取締役を兼任していた。いずれも証券ファンド企業であり、小泉はのちにいうところのいわゆる「大正バブル紳士」となった。
1917年（大正6年）1月22日、常磐座で、伊庭孝と高木徳子が前年結成した「歌舞劇協会」が、オペラ『女軍出征』を上演、大ヒットする。ここから、「浅草オペラ」の時代が始まるとされる。同年には六区他社のみくに座でも三友館でも観音劇場でもオペラを始め、1919年（大正8年）2月18日、清水金太郎・静子夫妻が東京歌劇座を離れて田谷力三らと結成した「七声歌劇団」が根岸興行部の金龍館で活動を開始した。同年5月1日、伊庭孝と高田雅夫らが歌舞劇協会を改組して「新星歌舞劇団」を結成、松竹専属に所属したが、翌1920年（大正9年）9月3日、根岸興行部はこれを引き抜いて専属とし、金龍館を拠点とした「根岸大歌劇団」と改称させた。初演は翌10月11日、伊庭孝作詞、竹内平吉作曲、高田雅夫コレオグラフによるオペラ『釈迦』であった。佐々紅華、伊庭らが翌1921年（大正10年）には退団、奈良の生駒に「生駒歌劇団」をつくるが、年末に根岸興行部は金龍館を改築再オープンし、「根岸大歌劇団」はロッシーニやヴェルディなど、現在でも知られるオペラの古典を上演しつづけた。この時期同時に、根岸吉之助が所用で向かった大阪で、当時流行の安来節を浅草でかけることを思い立ち、大正11年6月、いち早く常盤座でかけ、突如浅草で安来節の大ブームが巻き起こる。
以降、関東大震災以前の時期、浅草オペラのメッカとなった。またそのころの同社には、のちに直木三十五の連合映画芸術家協会や日活多摩川撮影所長、満映理事を経て、東映の前身・東横映画の基礎をつくることとなる根岸寛一がいた。

### 震災、そして昭和
1923年（大正12年）の震災で「常盤座」および根岸興行部は大打撃を受けた。金龍館は2年前に改築したばかりであった。根岸興行部は松竹の救済を仰ぎ、松竹傘下に入る。その後復興し、1930年（昭和5年）3月の常磐座は帝国キネマ封切館、東京倶楽部は洋画の二番館だった。宮沢賢治、サトウ・ハチローのような「ペラゴロ」を生み、隆盛を極めた浅草オペラは衰退した。
「根岸大歌劇団」の仕掛人でもあった小泉の息子吉之助は、根岸家の養子となり、通俗教育昆虫館を改装した「木馬館」のオープン（1918年、大正7年）とともに館主となった。その後同社の3代目経営者として、木馬館（安来節と回転木馬）を経営した。浅草を席巻した安来節興行の波が引いた後は、木馬館で唯一上演され、戦後に木馬の撤去を伴う改築の後、1970年に東家楽浦の要請を受け、1階を（映画館→ストリップ小屋を経て）浪曲の定席に用途変更する（1975年に2階との混同を避けるため「木馬亭」という名前を使い始める）。そして2階は1977年6月28日の「安来節さよなら公演」まで、戦前・戦後を通じて安来節の興行を守り通した。翌7月から木馬館2階は十条・篠原演芸場（篠原演劇企画）への貸し出しの上大衆演劇の興行が始まった。その大衆演劇の興行で育った「下町の玉三郎」こと梅沢富美男が、1982年の『夢芝居』のヒットを放ち、翌年末には第34回NHK紅白歌合戦にも出場した。根岸興行部と木馬亭は四代目当主の二代目浜吉の没後、妻の京子が受け継ぎ、現在も営業している。木馬亭はいまでは都内唯一の浪花節の定席であり、1998年、京子は木馬亭席亭として、第3回林家彦六賞特別賞を受賞した。浜吉と京子の子息が映画監督の根岸吉太郎である。
いっぽう常盤座・金龍館・東京倶楽部の三館はその後松竹の手に渡り、常盤座は1965年以降傍系企業の中映が名画座「トキワ座」として経営していたが、1984年に休館。しかし、1987年浅草おかみさん会が借り受ける形で演劇興行を復活したものの、1991年再開発のためついに閉鎖した。金龍館は「浅草ロキシー映画劇場」と名を換え松竹洋画系となるが、1983年に「浅草松竹映画劇場」に改名し松竹封切館に転身、東京倶楽部も「東京クラブ」と表記を換え洋画名画座となっていたがいずれも常盤座と同時に閉鎖された。現在、松竹は中映が経営していた「浅草新劇会館」「浅草中劇会館」の跡地を日本ビューホテルが入居するホテルに再開発してはいるが、浅草からほぼ撤退し、かつての松竹座や松竹館、帝国館の跡地には「ROX」が、日本館の跡地には「ROX2G」が、そしてトキワ座・ロキシー・東京クラブの跡地（現在の台東区浅草1-26-5）には「ROX3」が建っている。

## 代表者の推移
1. 根岸浜吉
2. 小泉丑治
3. 根岸吉之助
4. 根岸浜吉（二代目、吉之助の子）
5. 根岸京子（浜吉の妻）

## 関連事項
- 浅草公園六区
- 浅草オペラ
- 活動写真
- 安来節
- 浪花節
- 梅沢富美男

## 註
1. ↑  「日本初の観覧車」の記述を参照。このページでは当時の写真も見られる。
2. ↑  『浅草六区興行史』
3. ↑  滋賀大学経済学部サイト内の「有価証券割賦販売業者のビジネス・モデルとリスク管理の欠落」、p.39の記述を参照。
4. ↑  本人談。台東区教育委員会『浅草六区』p.41
5. ↑  異説もある。確認中。
6. ↑  川端康成『浅草』（1930年）の記述を参照。「浅草六区」に該当部分が抄掲されている。
7. ↑  長井好弘「時代の証言者 浪曲の聖地を守る 根岸京子」読売新聞 2014年7月9日～8月5日（全20回）